# 사에구사 유카
사에구사 유카(일본어: 三枝夕夏, さえぐさ ゆうか, 1980년 6월 9일 ~ )는 일본의 여성 가수, 싱어 송 라이터, 작사가이다. 4인조 밴드 '사에구사 유카 IN db'의 멤버로 보컬을 담당하고 있다. 소속사무소는 GIZA Studio, Ading이다. 아이치현 나고야시 출신으로, 현재 오사카부에서 살고 있다. 사에구사 유카가 활동하던 사에구사 유카 IN db는 2009년 11월 앨범을 마지막으로, 2010년 해체하였다.

## 약력
- 아버지가 보이스 트레이너라는 직업상 음악과 관련된 생활을 보냈으며 자신도 가수가 되겠다고 어렸을 때부터 결심했다.
- 긴죠학원 중학교・고등학교를 졸업, 2000년, 긴죠학원 대학을 중퇴하고 도쿄로 상경.「배꼽소녀 (おへそガールズ)」의 Aika로서 탈렌트 생활을 시작하나 활동을 접고 귀향한다.
- 데뷔 곡은 『Whenever I think of you』이며, 데뷔 후 주로 사에구사 유카 IN db로 활동한다.
  - 활동과 관련된 정보는 사에구사 유카 IN db의 항목을 참고하기 바람. 그 외의 활동으로는 B'z의 마츠모토 타카히로(松本孝弘)가 2003년에 발표한 커버 앨범 『THE HIT PARADE』의 내 「TAK MATSUMOTO featuring 사에구사 유카・키타하라 아이코・타카오카 아이」라는 이름으로 캔디즈의 「그런 생각 들게 하지마 (その気にさせないで)」라는 노래의 피쳐링에 참가한다. 2004년은 아이치현 경찰 캠페인에 협력, 경찰서 일일 서장으로 활동도 하게 된다. 또한, 2006년에는 텔레비전 애니메이션 「명탐정 코난」 방송시작 10주년 기념으로 아이우치 리나와의 콜라보레이션 유닛 「아이우치리나 & 사에구사 유카」라는 이름으로 이 애니메이션의 여는 곡「100번째의 문」을 발표한다.
- 형제 자매는 없으며 외동딸이다.
- 시력이 나빠 안경을 끼고 있을 때도 있으나 평소에는 콘택트 렌즈를 자주 착용한다. 안경 착용 모습은 2007년판 달력에서 볼 수 있다.
- 키는 156 cm 이다 (Music Freak Magazine 을 참고함)
- 2009년 10월 20일, 사에구사 IN db가 해산하기로 발표했으며 이 유닛은2010년 1월의 도코사카(東名阪) 투어를 마지막으로 활동을 접는다. 사에구사 유카는 아티스트 활동을 그만두는 것이기에 사실상 은퇴라고 할 수 있으나 db 구성원들을 계속해서 아티스트 활동을 하고 있다.

## 작사 작곡
- 사에구사 유카 IN db의 작품은 거의 전부 사에구사가 작사를 했다. 또한, 2004년에 주얼리의 일본 데뷔곡 「마음이 멈추질 않아 (ココロが止まらない)」를 계기로 작사가로 데뷔한 이후, WAG와 이와타 사유리 등의 다른 아티스트에게도 곡을 작사해주었다.
- 작사를 할 때는 컴퓨터 등을 이용하지 않고 반드시 손으로 써나간다고 한다. 또한, 초등학교 5학년 때부터 계속 써오고 있다는 일기장을 때때로 열어서는 영감을 받은 것을 가사로 쓰는 등, 일상에서 힌트를 얻은 것으로 작사하는 스타일을 관철하고 있다.
- 작곡에도 의욕을 가지고 있어 싱어 송 라이터로의 면모도 보여 주었다. 싱글 곡 「언제나 마음에 태양을(いつも心に太陽を)」(2004년) 을 계기로 「더 이상 자신이 자신에게 거짓말하지 않기를 (もう自分が自分に嘘をつかないように)」「Fall in Love」「태양 (太陽)」「여름의 포토그래프 (夏のフォトグラフ)」「네 안에 내가 있을 곳을 찾고 싶어 (君の中に僕の居場所を探したい)」「사랑의 말 (愛言葉)」「Honey」(2006년) 「구름을 타고(雲に乗って)」(2007년)등의 작품을 발표했다.

## 작사 제공 작품 셀프 커버 작품
| 가수명        | 제목                                                                 | 작곡자                                          | 편곡자                      |
| 이와타 사유리 | 하늘을 나는 저 흰 구름처럼(空飛ぶあの白い雲のように)                 | 오오노 아이카(大野愛果)                         | 토쿠나가 아키히토(徳永暁人) |
| JEWELRY       | 마음이 멈추질 않아(ココロが止まらない)                               | 오오노 아이카                                   | 오자와 마사즈키(小澤正澄)   |
| JEWELRY       | Stop the music, give me a chance                                     | 오자와 마사즈키                                 | 오자와 마사즈키             |
| JEWELRY       | 가슴 가득 이 사랑을 누구보다 당신께(胸いっぱいのこの愛を 誰より君に) | 오오노 아이카                                   | 오자와 마사즈키             |
| JEWELRY       | 갈피를 못 잡는 사모하는 마음(戸惑う 恋ゴコロ)                        | 야마다 유키                                     | 오자와 마사즈키             |
| JEWELRY       | Delight Sweet Life                                                   | 무라타 코이치(村田浩一) 카토 이사오미(加藤功美) | 오자와 마사즈키             |
| JEWELRY       | I believe                                                            | 호센 아카네(宝仙明伽音)                         | 오자와 마사즈키             |
| JEWELRY       | 햐안 판타지(白のファンタジー)                                        | 오오노 아이카                                   | 이케다 다이스케(池田大介)   |
| JEWELRY       | 잊지 말아줘(忘れないで)                                              | 오오노 아이카                                   | 오자와 마사즈키             |
| WAG           | 휘몰아치는 바람 속에서(吹きすさぶ風の中で)                           | 토쿠나가 아키히토                               | 토쿠나가 아키히토           |

## 같이 보기
- 소니 뮤직 레코드
- GIZA studio
- 사에구사 유카 IN db
- 아이우치 리나